# Deti Vanjusjina
Deti Vanjusjina (russisk: Дети Ванюшина) er en sovjetisk spillefilm fra 1973 af Jevgenij Tasjkov.

## Medvirkende
- Boris Andrejev som Aleksandr Vanjusjin
- Nina Zorskaja som Arina Ivanovna Vanjusjina
- Aleksandr Kajdanovskij som Kostja
- Ljudmila Gurtjenko som Klavdija Sjjotkina
- Valentina Sjarykina som Valentina Krasavina